# Chesterfield

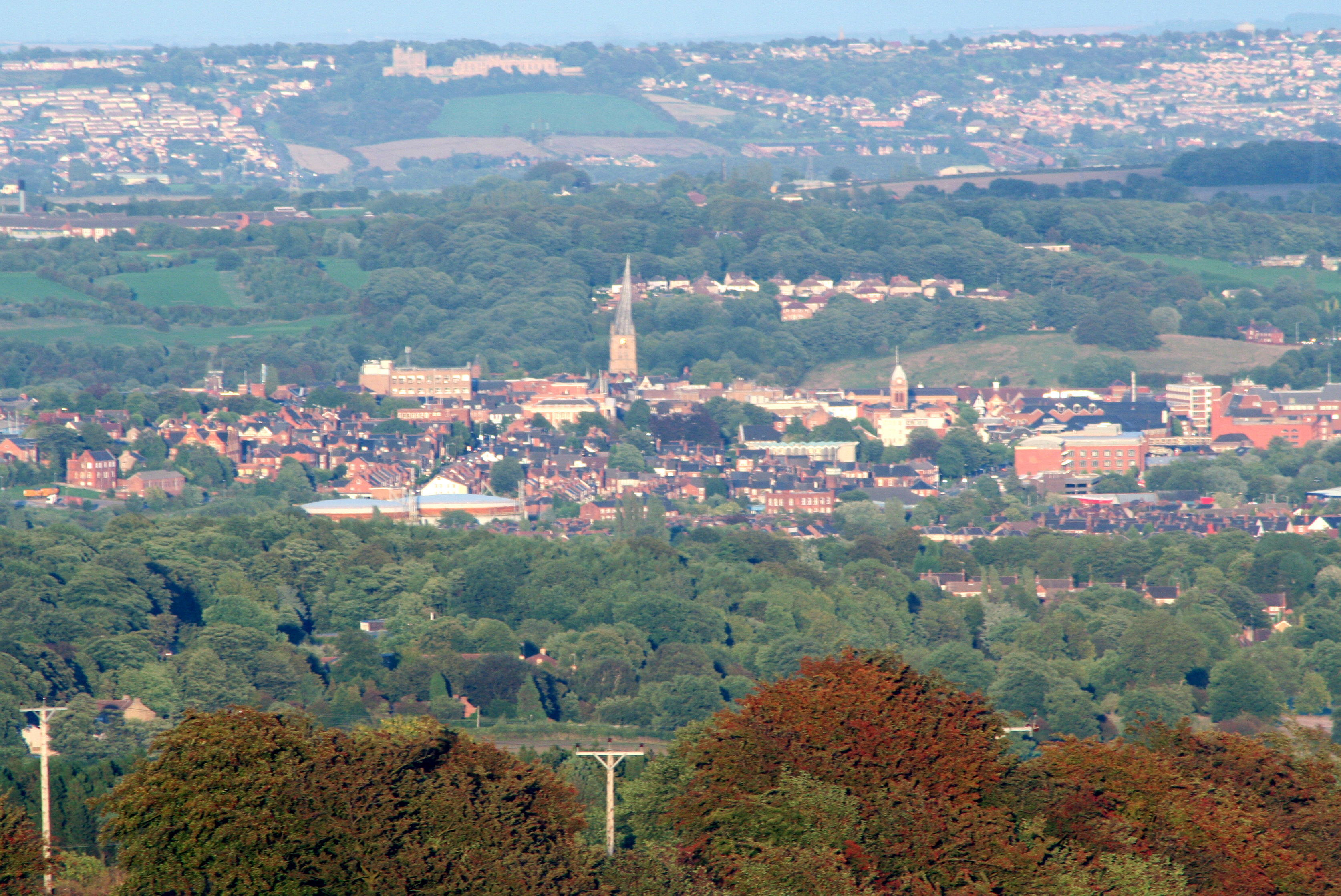
Vista de Chesterfield

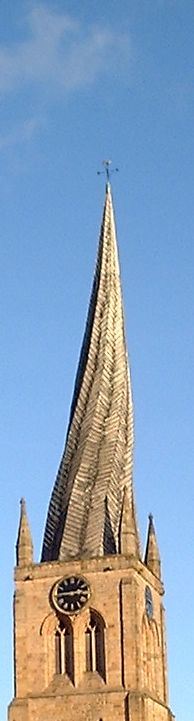
A torre retorcida da igreja de Chesterfield

Chesterfield é uma cidade e distrito não-metropolitano do condado de Derbyshire, na Inglaterra. Está localizada ao norte da cidade de Derby, na confluência dos rios Rother e Hipper.
Incluindo Staveley, a população do distrito em 2001 era de 100.879 habitantes, mas a cidade apenas tem 70.260 habitantes. Aproximadamente 250 mil pessoas vivem na área urbana de Chesterfield, incluindo Dronfield, Bolsover, Staveley, Shirebrook e Clay Cross.
Chesterfield é mais conhecida pela Chesterfield Parish Church, com sua torre em forma de agulha retorcida. A torre é a razão de o time local, o Chesterfield Football Club, ser chamado de The Spireites.

## Ilustres de Chesterfield
(nascidas na cidade ou no distrito)
- John Hurt, ator
- Paul Burrell, ex-mordomo da princesa Diana
- Jeremy Kemp, ator
- Robert Robinson, prêmio Nobel de Química
- Phil Taylor, baterista da banda Motörhead